# Joseph Louis Pierret
Pour les articles homonymes, voir Pierret.
Joseph Louis Pierret est un homme politique français né le 17 juillet 1801 à Saint-Omer (Pas-de-Calais) et décédé le 31 août 1868 à Saint-Omer.
Avoué à Saint-Omer, il a été mêlé à l'agitation républicaine sous la Restauration. En 1840, il se lance dans le commerce de vin. Conseiller municipal de Saint-Omer, il est député du Pas-de-Calais de 1848 à 1849, siégeant avec les républicains modérés.

## Sources
- « Joseph Louis Pierret », dans Adolphe Robert et Gaston Cougny, Dictionnaire des parlementaires français, Edgar Bourloton, 1889-1891 [détail de l’édition]